# Дом-музей Александра Спендиарова
Дом-музей Александра Спендиарова (арм.  Ալեքսանդր Սպենդիարյանի տուն-թանգարան) — организация культуры, расположен в Ереване, ул. Налбандяна, 21.
Музей проводит временные выставки, концерты, лекции, семинары, просмотры фильмов.

## История
Музей создан по постановлению Совета Министров Армянской ССР от 21 ноября 1963 года № 491. За год до этого в Правительство Армянской ССР с просьбой о создании музея в квартире отца обратилась дочь композитора Марина Спендиарова. Ставшей мемориальной квартира была предоставлена композитору в новостройке на улице Налбандяна (тогда — д. 29) в 1926 году по предложению автора проекта дома архитектора Александра Таманяна. В настоящее время дом включён в число культурно-исторических памятников Еревана республиканского значения.
Экспозиция была открыта 25 ноября 1967 года. Музей возглавил Владилен Балян.

## Экспозиция
В музее представлены документы, фотографии, музыкальные инструменты (в том числе, созданный композитором музыкальный инструмент «Спендиарофон»), личные вещи, относящиеся к жизни и творчеству выдающегося армянского композитора Александра Спендиарова (1871—1928).
Коллекция составляет 1345 единиц. Основу составляют пожертвованные дочерью композитора Мариной Спендиаровой вещи, а также архив композитора, преданный из Музея литературы и искусства им. Егише Чаренца.
По воспоминаниям дочери и фотографии, сделанной в день смерти композитора, воссоздан кабинет композитора. Организованы две комнаты — «Жизненный путь» (материалы рассказывают о периодах жизни композитора в Крыму, в Москве, в Санкт-Петербурге и в Армении, и характеризуют Спендиарова не только как композитора, дирижёра, педагога, но и активного общественного деятеля); «Творческий путь» (собраны концертные афиши и программы, нотные рукописи и первые издания произведений композитора, на современной технике можно ознакомиться с многожанровыми произведениями композитора, предоставляется возможность попробовать себя в роли дирижёра симфонического оркестра с помощью интерактивной игры «Виртуальный дирижер»).